# Reine-sorcière
Pour les articles homonymes, voir Sorcière (homonymie).
La Reine-sorcière est un personnage de fiction, principal antagoniste du long métrage d'animation Blanche-Neige et les Sept Nains (1937), adapté du conte éponyme des frères Grimm paru en 1812.

## Description
La   Reine-sorcière est la seconde épouse du roi et la belle-mère de Blanche-Neige. En effet, la précédente reine et mère de Blanche-Neige est morte en couches. Dans le film, son nom n'est pas cité ; en revanche, dans les livres Disney sortis dans les années 1930, elle est appelée Reine Grimhilde (qui signifie « sorcière » en ancien nordique).
Personnage très emblématique de l'histoire de Disney et du cinéma, la reine est la toute première méchante de l'histoire du cinéma animé, et à prendre une apparence humaine dans un film d'animation de Walt Disney, la Reine-sorcière de Blanche-Neige et les Sept Nains reste encore aujourd'hui l'une des plus grandes méchantes créées par les studios.
D'une beauté certaine mais très narcissique, femme vêtue d'une somptueuse robe bleue à ceinture rouge, arborant une cape à capuchon noir et haut col blanc, avec une couronne en or à bords dentelés, la Reine a pour seule ambition d'être la femme la plus belle sur terre, et est prête à tout pour le rester. Interrogeant chaque jour son miroir magique pour savoir qui a beauté parfaite et pure, elle reste satisfaite tant que celui-ci lui répond que c'est elle. Mais un jour, le miroir répond qu'une jeune fille vêtue de haillons est encore plus belle que la Reine, et que cette fille n'est autre que Blanche-Neige, dont la Reine est la belle-mère.
Folle de jalousie, la Reine décide de supprimer Blanche-Neige afin de redevenir la plus belle, et charge son plus fidèle serviteur, un chasseur, de tuer la jeune princesse Blanche-Neige. Incapable d'accomplir la tâche, l'homme trompera la Reine en lui ramenant le cœur d'une biche. Découvrant la trahison, la souveraine se charge alors de supprimer et aussi de tuer elle-même Blanche-Neige.

### Conception du personnage

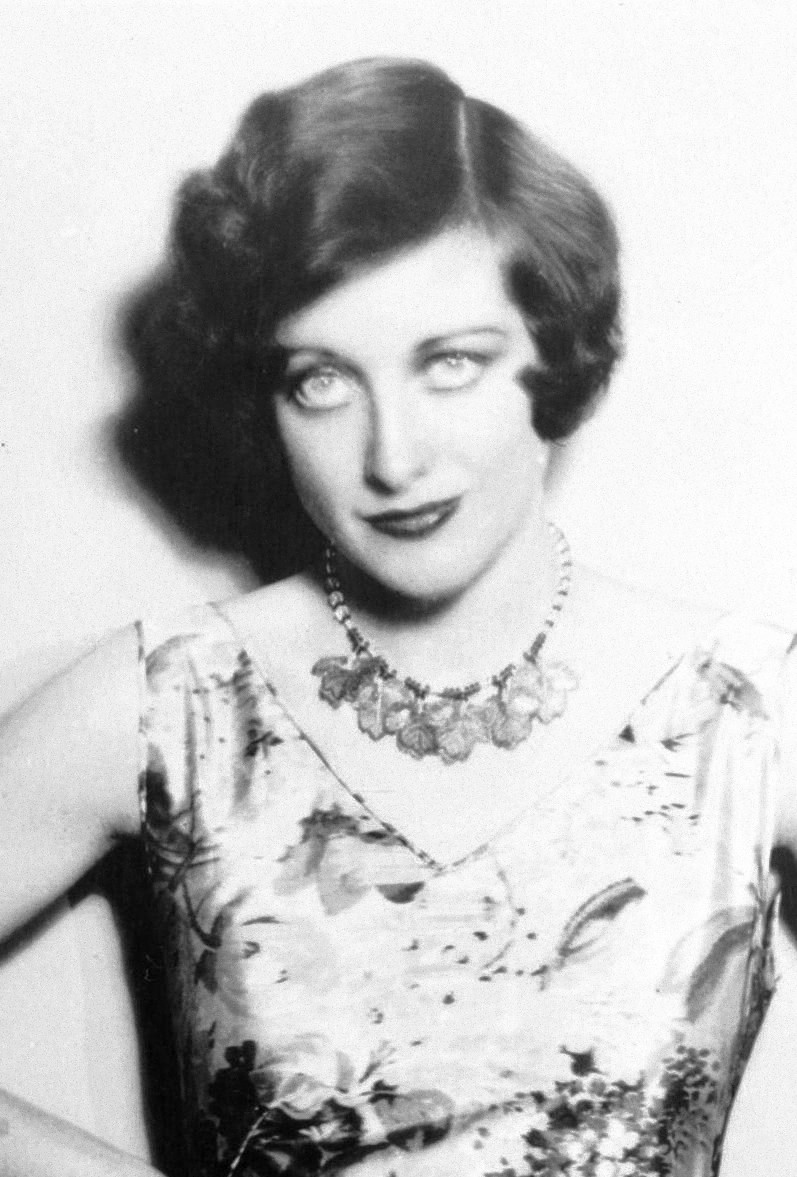
Joan Crawford en 1928, modèle de la Reine.

La version créée par les studios Disney diffère des autres adaptations du conte. Un script daté de septembre 1934 ajoute des éléments spécifiques :
- elle ne se déguise plus en vendeuse mais se transforme en sorcière ;
- il n'y a plus qu'une seule tentative de meurtre par le chasseur et une d'empoisonnement avec la pomme.

D'après une fiche de production datée du 22 octobre 1934 (montrant que les animateurs chargés de la conception du personnage étaient déjà à l'ouvrage), la Reine présente les caractéristiques suivantes : un mélange de Lady Macbeth et du Grand méchant loup,, une beauté sinistre, mûre, plein de courbes. Elle se transforme en une sorcière laide, vieille et menaçante après avoir mélangé ses potions magiques. Ses propos et actions sont emphatiques, proches du ridicule.

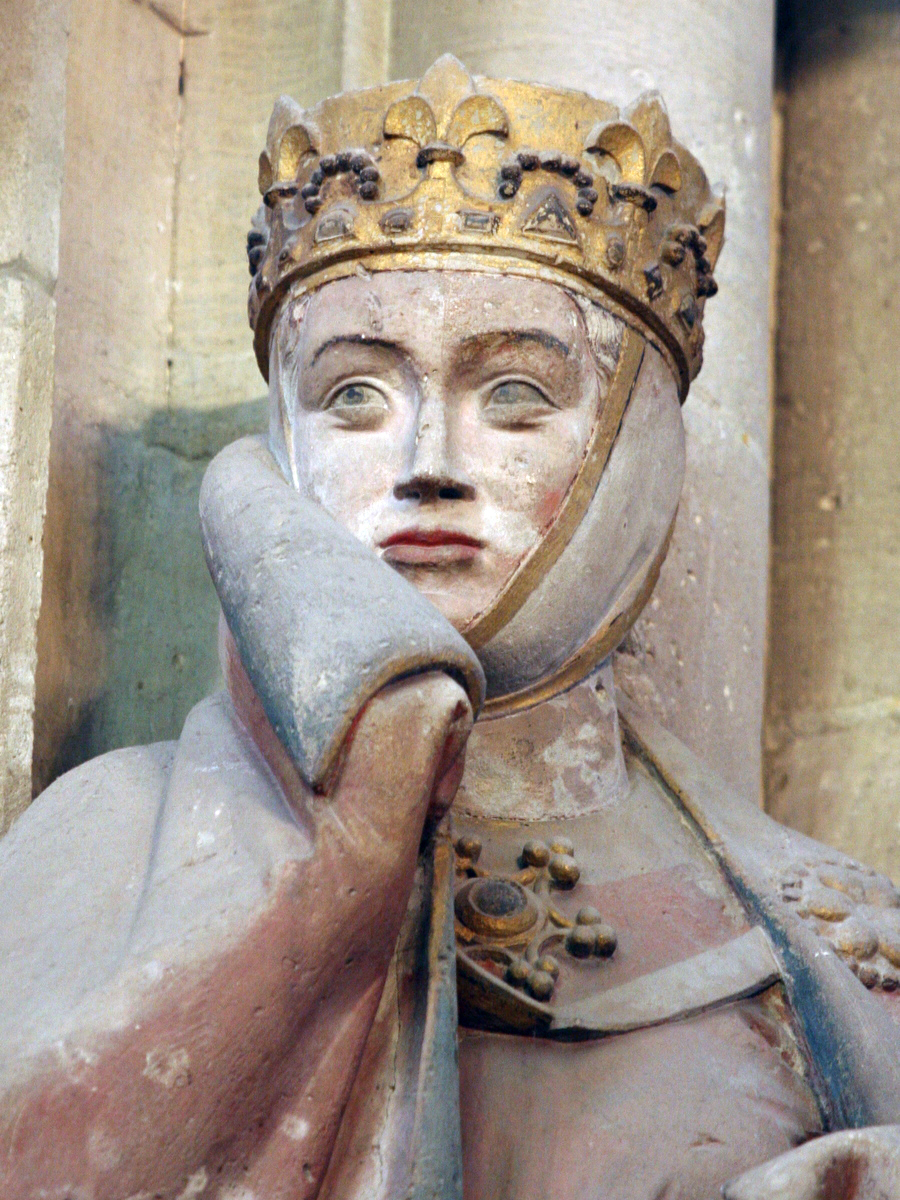
Maître de Naumburg, Effigie d'Ute de Ballenstedt dite Ute de Naumbourg (détail), vers 1243-1249, Naumbourg, cathédrale Saint-Pierre-et-saint-Paul

Le personnage de la Reine-sorcière est un de ceux qui ont le plus évolué au fil de la production. Elle passe d'une personne enrobée et pas très jolie selon les premiers concepts, à une femme belle mais au tempérament glacial. Graphiquement l'aspect de la sorcière est très proche de celle du court-métrage de la série Silly Symphonies Les Enfants des bois (1932). Son costume et son air hautain rappellent également la sculpture gothique médiévale, et notamment la célèbre effigie d'Ute de Naumbourg ornant la façade de la cathédrale de Naumbourg, en Allemagne.
Pour Walt Disney, le principal moteur de l'histoire est et reste la relation entre la Reine jalouse et l'innocente Blanche-Neige. Certains éléments du conte sont de ce fait supprimés et d'autres créés de toutes pièces par le département des scénarios, créé en 1931. Parmi ceux rejetés, on peut citer les multiples tentatives d'assassinat fomentés par la reine ; parmi les ajouts, l'individualisation des nains.

### Apparence

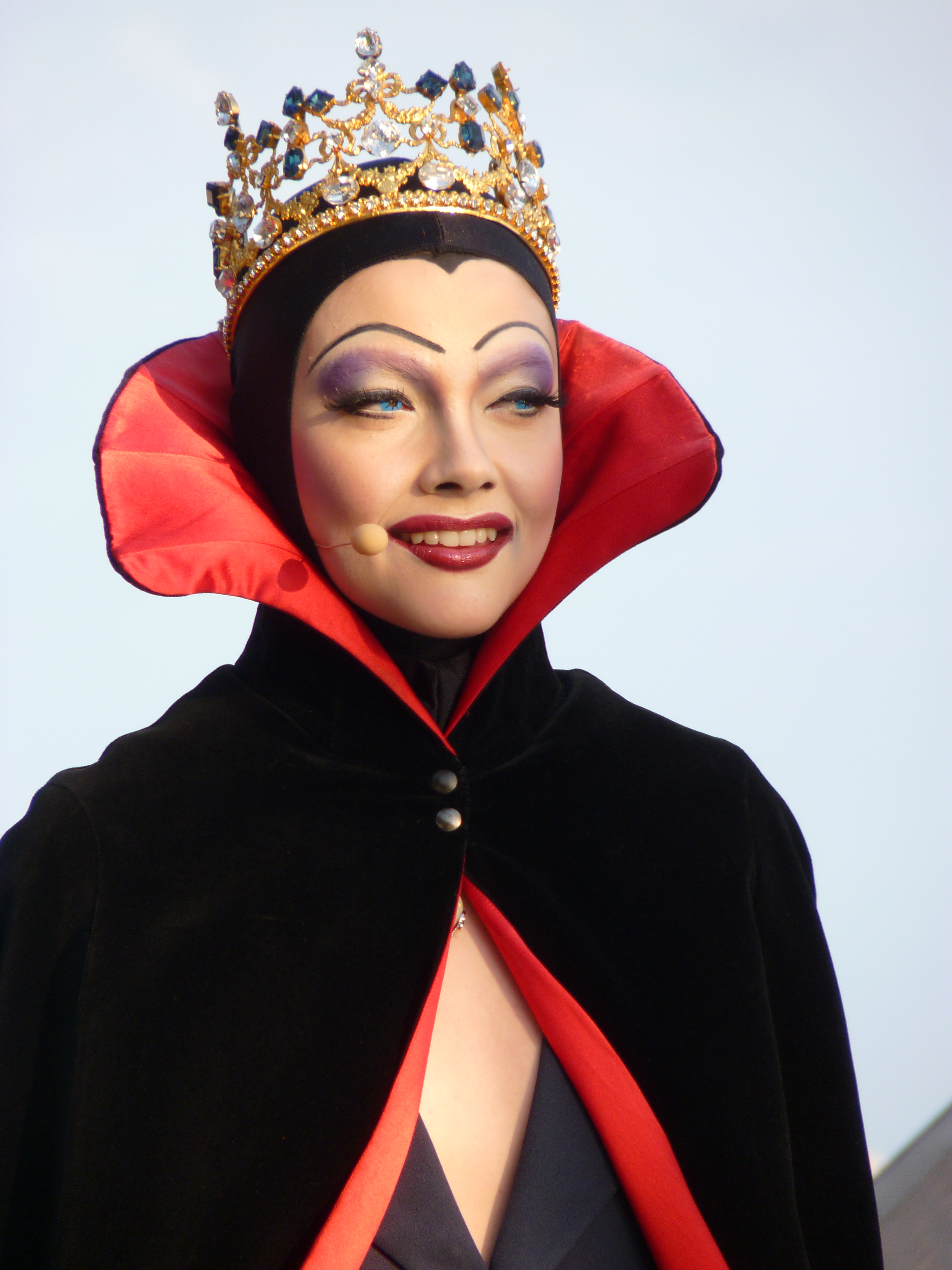
Solweig Rediger-Lizlow en 2012, à Cannes, sur le plateau du Grand Journal de Canal+.

Pour imaginer la silhouette et le visage de la Reine, Walt Disney s'est inspiré de l'actrice Joan Crawford,. Lucille La Verne a été choisie pour prêter sa voix au personnage dans la version originale. Connue pour ses interprétations de sorcières dans Les Deux Orphelines (1921) ou Le Marquis de Saint-Évremont (1935), elle a aussi servi de modèle vivant pour les animateurs. Bill Cottrell se souvient qu'« elle était si convaincante lors des enregistrements que lorsqu'elle déclama, en lisant le script : “Un verre d'eau, s'il vous plaît... un verre d'eau”', qu'un assistant se précipita pour aller en chercher un. » Joe Grant indique qu'il a pris un croquis de l'actrice après qu'elle a retiré son dentier pour s'inspirer du personnage de la sorcière.
Pour l'aspect « normal » de la Reine, les dessinateurs se concentrent sur une approche réaliste afin de la rendre la plus crédible possible. Elle devait être « froide, cruelle, malicieuse et extrême ». Pour Allan, la Reine se rapproche de la tradition des sorcières, belle et sans âge, peuplant la mythologie et les contes européens depuis Circé en passant par la fée Morgane. De la première, elle a la magie des poisons, de la seconde le pouvoir sur les éléments. Pour lui, « elle représente la femme redoutée par les hommes dans une société dominée par les hommes. Elle est à la fois la femme fatale et un personnage inquiétant issu d'un monde plus ancien ». Sean Griffin décrit la Reine comme une femme asexuée avec des vêtements couvrant l'intégralité de son corps, dotée d'un visage aux traits forcés et acérés (à l'opposé de la rondeur et la douceur de ceux de Blanche-Neige), soulignés par du maquillage et des ombres autour des yeux, caractéristiques qui seront reprises et accentuées pour Maléfique de La Belle au bois dormant (1959).
Pour Thomas et Johnston, la Reine est la première véritable « méchante » de l'histoire de l'animation car instigatrice de la première véritable tentative de meurtre (le Grand méchant loup ne réussissant pas à capturer les trois petits cochons). La source de sa méchanceté réside dans sa volonté d'être la plus belle du royaume. Autre élément relevé par Thomas et Johnston, le fait que la Reine observe Blanche-Neige sans être vue, ajoute un élément « encore plus terrible que si elle était en sa présence [...] cet usage de l'intimité ajout[ant] de l'antipathie et de la froideur » au personnage.
Les scènes de « méchanceté » ne s'inspirent pas du style traditionnel du vaudeville ou de l'opérette mais ont plutôt des liens avec les films d'horreur. Bruno Girveau associe la séquence de la transformation de la Reine en sorcière, animée par Joe Grant et Art Babbitt, à Docteur Jekyll et M. Hyde (1931) de Rouben Mamoulian, alors que Grant indique lui s'être servi comme modèle de la version de 1920 réalisée par John Stuart Robertson. Pour justifier son point de vue, Girveau précise que la version de Mamoulian est plus allusive que démonstrative, à l'image de la transformation de la reine en sorcière dans Blanche-Neige, contrairement à celle de Robertson.
Toutefois, la Reine-sorcière semble, pour Girveau, « être l'un des personnages antipathiques les plus réussis et les plus populaires ». Parmi les personnages féminins de Disney créés par la suite, la Reine-sorcière est la seule mêlant femme fatale, sorcière (comme Maléfique dans La Belle au bois dormant en 1959) et marâtre (comme Lady Trémaine dans Cendrillon en 1950), sans aller jusqu'à l'outrance de Cruella d'Enfer dans Les 101 Dalmatiens (1961).

### Transformation et pouvoirs magiques
Leonard Maltin détaille et analyse la scène de la métamorphose de la Reine en sorcière. L'horreur provient non pas de la sorcière elle-même (sa métamorphose ayant lieu « hors champ ») mais est portée par les réactions de son entourage, à savoir un corbeau terrorisé. Maltin qualifie cette scène de « merveille de réalisation et de montage ainsi que d'animation ». Leonard Maltin note par exemple qu'après sa transformation, « elle quitte son laboratoire-donjon par un escalier en colimaçon, passe devant des cachots, ignorant un squelette tendant une main à travers les barreaux », sous les yeux jaunes d'une énorme araignée.
Ces éléments associés aux peurs primales sont disséminés tout au long de l'action et contrastent avec la douceur de Blanche-Neige et le comique des nains, donnant au film un rythme « modéré mais constant », « jamais trop lent, ni trop rapide » à l'opposé des courts métrages, ce qui crée, pour Leonard Maltin, un « enchaînement de séquences d'une précision et d'une harmonie parfaites, comme si l'histoire [originale] avait toujours été conçue ainsi »,.

## Filmographie
- 1937 : Blanche-Neige et les Sept Nains (Snow White and the Seven Dwarfs)
- 2001-2004 : Disney's tous en boîte (Disney's House of Mouse) (série télévisée)
- 2002 : Mickey, le club des méchant (Mickey's House of Villains) (sortie VHS)
- 2011-2018 : Once Upon a Time (série télévisée)
- 2015 : Descendants (téléfilm) (téléfilm)
- 2016 : Mickey Mouse (série télévisée) (caméo saison 3 épisode 15)
- 2021 : Le Monde Merveilleux de Mickey (The Wonderful World of Mickey Mouse) (série télévisée) (épisode 19)
- 2025 : Blanche Neige (Snow White)

## Interprètes (voix)
- États-Unis : Lucille La Verne (la reine-sorcière)
- Allemagne :
  - 1er doublage (1938) : Dagny Servaes (la reine-sorcière)
  - 2e doublage (1966) : Gisela Reißmann (la reine-sorcière)
  - 3e doublage (1994) : Gisela Fritsch (la reine-sorcière)
- Brésil :
  - 1er doublage (1938) : Cordélia Ferreira (la reine) / Estephana Louro (la sorcière)
  - 2e doublage (1965) : Lourdes Mayer (la reine) / Estelita Bell (la sorcière)
- Finlande :
  - 1er doublage (1962) : Rauni Luoma (la reine-sorcière)
  - 2e doublage (1993) : Terhi Panula (la reine) / Seela Sella (la sorcière)
- Espagne : (2001) : Lucía Esteban (la reine) / Maria Luisa Rubio (la sorcière)
- France :
  - 1er doublage (1938) : Adrienne D'Ambricourt (la reine-sorcière)
  - 2e doublage (1962) : Claude Gensac (la reine) / Marie Francey (la sorcière)
  - 3e doublage (2001) : Sylvie Genty (la reine) / Katy Vail (la sorcière)
- Hongrie :
  - 1er doublage (1962) : Margit Lukács (la reine) / Ilus Vay (la sorcière)
  - 2e doublage (2001) : Éva Szabó (la reine-sorcière)
- Mexique :
  - 1er doublage (1938) : Blanca de Castejón (la reine) / Cristina Montt (la sorcière)
  - 2e doublage (1964) : Rosario Muñoz Ledo (la reine) / Carmen Donna-Dío (la sorcière)
  - 3e doublage (2001) : Liza Willert (la reine) / Rosanelda Aguirre (la sorcière)
- Italie :
  - 1er doublage (1938) : Tina Lattanzi (la reine) / Dina Romano (la sorcière)
  - 2e doublage (1972) : Benita Martini (la reine) / Wanda Tettoni (la sorcière)
- Japon : Tanieda Kitabayashi (la reine) / Kyōko Satomi (la sorcière)
- Portugal : Cláudia Cadima (la reine) / Cucha Carvalheiro (la sorcière)

## Adaptation et réutilisation
En 2002, la Reine-sorcière apparaît dans le dessin-animé Mickey, le club des méchants où on la voit assise aux côtés de Lady Trémaine, la méchante belle-mère de Cendrillon.
Aussi connue sous le nom de la Méchante Reine, elle est depuis 2011 l'un des personnages principaux de la série télévisée Once Upon a Time, une production ABC Studios filiale télévisée de Disney, où elle est interprétée par Lana Parrilla. Dans la série, elle est aussi appelée Regina Mills, en effet ayant jeté un sort ayant envoyé les personnages de contes de fées dans le monde réel, celle-ci est contrainte de se trouver un "vrai nom et prénom". Contrairement à la version d'origine, la Méchante Reine de la série devient plus gentille au fur et à mesure des saisons et finit par devenir une véritable héroïne. Cependant le mauvais côté de la reine ressurgi grâce à un sérum, devient un antagoniste à partir de la saison 6.
La Reine-sorcière est aussi l'un des personnages du téléfilm Descendants, sorti en 2015, où elle est interprétée par Kathy Najimy. Le film est censé prendre place après les événements de Blanche-Neige et les Sept Nains et met en scène les enfants de plusieurs héros et méchants de l'univers Disney dont Evie, la fille de la Méchante Reine interprétée par Sofia Carson.
La reine sorcière sera également présente dans le remake live action Blanche-Neige réalisé par Marc Webb et sous les traits de l'actrice Gal Gadot.

## Inspirations
Les Frères Grimm, se sont inspirés de Lady Trémaine, et de la Fée Carabosse, pour créer la reine.